# İbişköy, Akyaka
İbişköy là một xã thuộc huyện Akyaka, tỉnh Kars, Thổ Nhĩ Kỳ. Dân số thời điểm năm 2010 là 127 người.